# Juschny (Region Altai, Barnaul)
Juschny (russisch Ю́жный) ist eine Siedlung städtischen Typs in der Region Altai im südlichen Westsibirien (Russland) mit 19.233 Einwohnern (Stand 14. Oktober 2010).

## Geografie
Die Siedlung liegt im nördlichen Vorland des Altai, etwa 12 Kilometer südwestlich des Zentrums der Regionshauptstadt Barnaul und wenige Kilometer vom linken Ufer des Ob entfernt. Unmittelbar nördlich der Siedlung erstreckt sich das nordöstliche Ende des Waldgebietes „Barnauler Bandwald“ (Barnaulski lentotschny bor).
Als Vorort der Großstadt Barnaul ist Juschny der Verwaltung des Barnauler Stadtrajons Zentralny („Zentralrajon“) unterstellt.

## Geschichte
Die Siedlung entstand ab 1958 im Zusammenhang mit der Errichtung des Altai-Gerätebauwerkes „Rotor“ (Altaiski priborostroitelny sawod „Rotor“) als Wohngebiet für dessen Beschäftigte. Das teilweise unterirdisch im anschließenden Waldgebiet gelegene Werk wechselte in seiner Geschichte mehrmals den Namen. Es produziert elektro-mechanische und elektronische Geräte, ursprünglich ausschließlich für militärische Zwecke, ab 1965 hauptsächlich Navigationsausrüstungen für die zivile und militärische Binnen- und Seeschifffahrt, darunter für Eisbrecher und U-Boote, aber seit den 1980er Jahren auch Haushaltselektrik für den zivilen Bereich.
Der größtenteils mit mehrstöckigen, in Ziegelbauweise errichteten Wohngebäuden („Chruschtschowki“) bebaute Ort erhielt 1964 den Status einer Siedlung städtischen Typs.

### Bevölkerungsentwicklung
| Jahr | Einwohner |
| ---- | --------- |
| 1970 | 16.350    |
| 1979 | 21.421    |
| 1989 | 23.644    |
| 2002 | 19.669    |
| 2010 | 19.233    |
| 2014 | 20.074    |

Anmerkung: Volkszählungsdaten

## Kultur und Sehenswürdigkeiten
In Juschny gibt es die für diese Art von Siedlungen typischen Einrichtungen wie „Kulturpalast“ und verschiedene Sporteinrichtungen. Das Waldgebiet bei der Siedlung ist eines der Naherholungsgebiete der Stadt Barnaul.
1998 wurde aus Spendenmitteln der Bevölkerung die hölzerne Peter-und-Pauls-Kirche (Petropawlowskaja zerkow) errichtet.

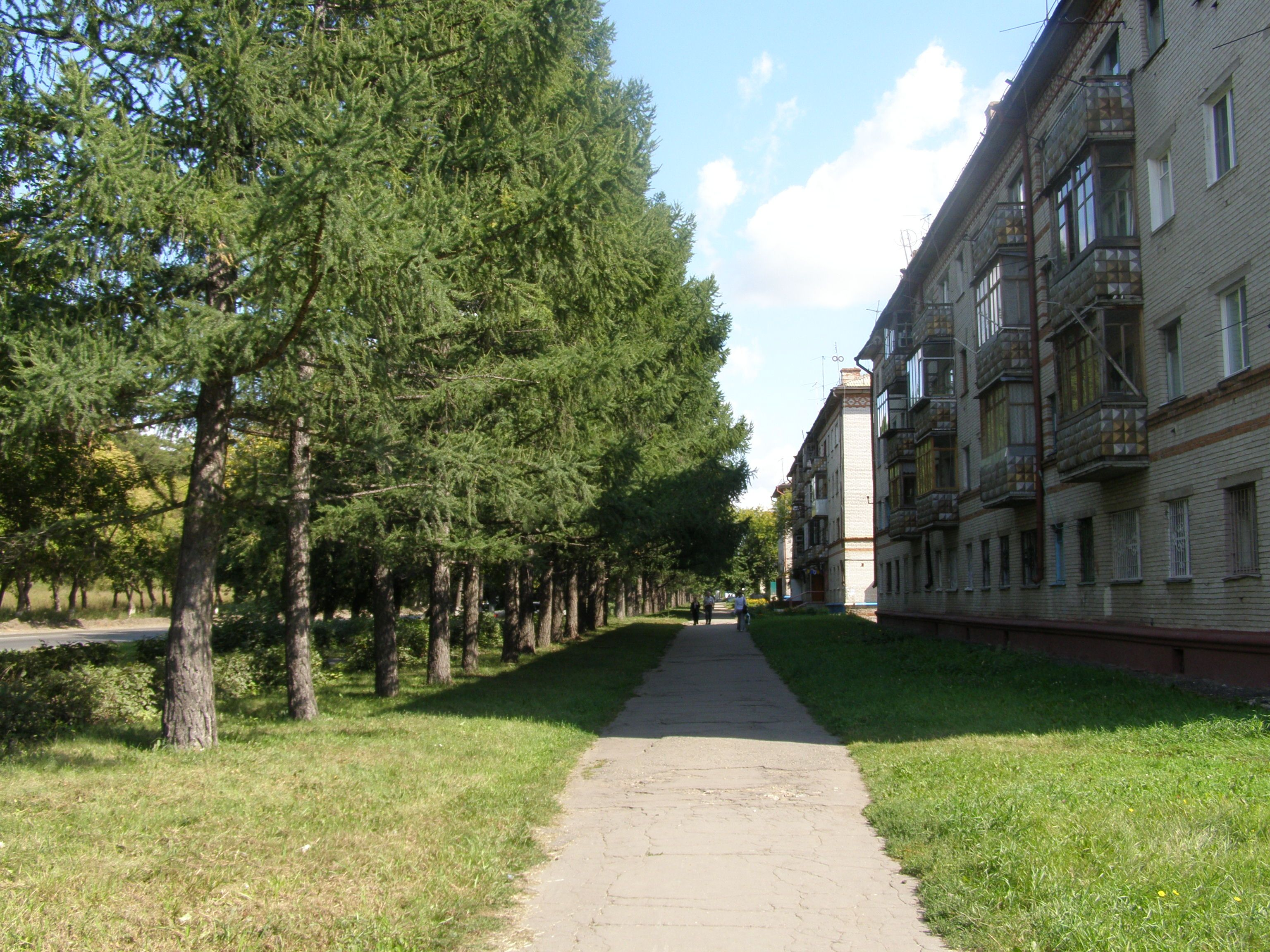
Typische Wohnbebauung aus den 1960er Jahren
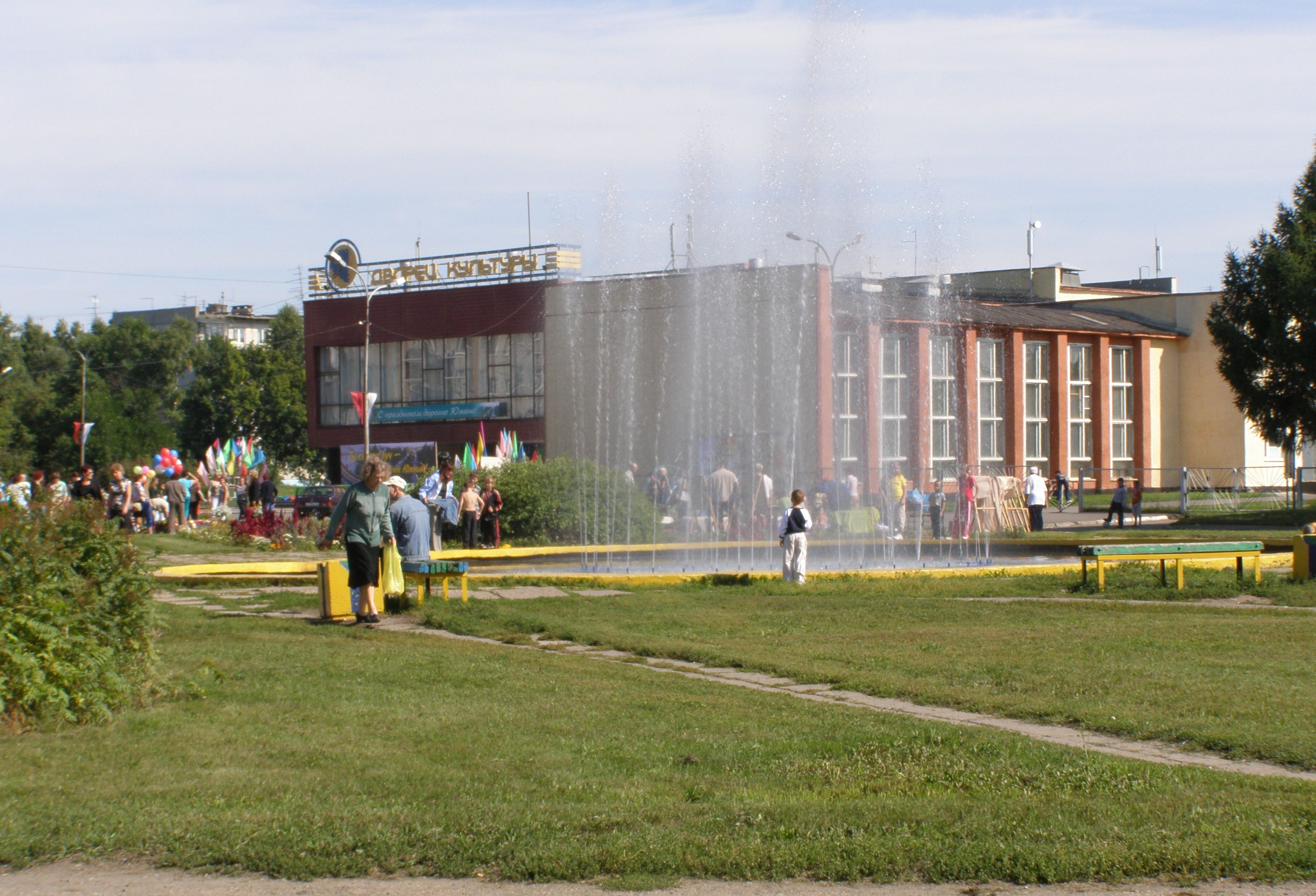
Kulturpalast am Zentralplatz
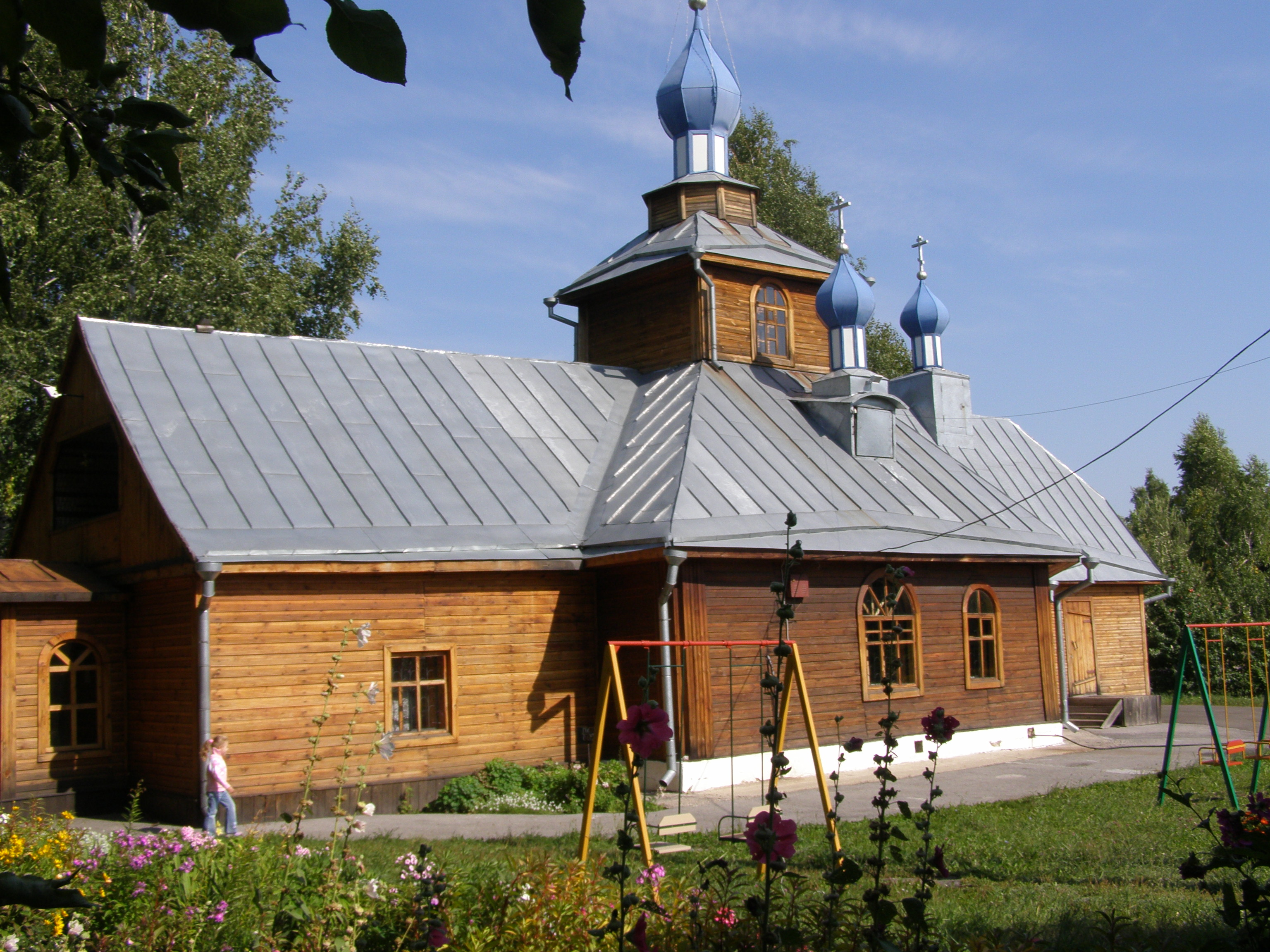
Peter-und-Pauls-Kirche

## Wirtschaft und Infrastruktur
In Juschny gibt es neben dem ortsbildenden Werk „Rotor“ verschiedene Versorgungsunternehmen.
Juschny liegt unweit der Turkestan-Sibirischen Eisenbahn. Der Bahnhof trägt die Bezeichnung Lebjaschje nach einem Dorf, das unmittelbar an der Strecke liegt.
Südlich an der Siedlung führt die parallel zur Bahnstrecke in Richtung Kasachstan verlaufende Fernstraße A349 vorbei, hier nach ihrem ursprünglichen Ziel Smeinogorsker Trakt genannt. Nach Barnaul besteht Stadtbusverbindung.